# بزنگاه
بزنگاه مجموعه‌ای تلویزیونی ایرانی به کارگردانی رضا عطاران و بر پایهٔ فیلم‌نامه‌ای از سروش صحت و ایمان صفایی است که در رمضان ۱۳۸۷ از شبکه سه پخش شد. این اثر آخرین ساختهٔ رضا عطاران در تلویزیون می‌باشد.
این مجموعه مطابق با آنچه در تیتراژ آن آمده، به حسن حامد هنرمند برجسته تئاتر و همکار رضا عطاران تقدیم شده است.

## خلاصه
این مجموعه داستان مردی معتاد به [تریاک] به نام نادر پرور (رضا عطاران) است که به همراه دخترش درسا پرور (نیکی نصیریان) در کرج زندگی می‌کند و از همسرش مریم (فریده فرامرزی) طلاق گرفته‌است. پس از فوت پدرش اوس احمد  پرور(احمد پورمخبر)، او و برادرش صابر پرور (حمید لولایی)، خواهرش بهجت پرور (مرجانه گلچین)، و شوهرخواهرش توفیق اجباری (غلامرضا نیکخواه) بر سر تقسیم ارث و میراث پدری که یک خانه و یک نانوایی است به اختلاف برمی‌خورند.

## بازیگران
| بازیگر           | نقش                           |
| ---------------- | ----------------------------- |
| رضا عطاران       | نادر پرور                     |
| حمید لولایی      | صابر پرور                     |
| مرجانه گلچین     | بهجت پرور                     |
| نیکی نصیریان     | درسا پرور                     |
| غلامرضا نیکخواه  | توفیق اجباری                  |
| علی صادقی        | کامران شریف                   |
| سوسن پرور        | فریده پرور                    |
| هنگامه حمیدزاده  | فرزانه پرور                   |
| محمود بهرامی     | کمال تقه                      |
| بهشاد شریفیان    | حاج آقا کمال مرتضایی          |
| احمد پورمخبر     | اوس احمد پرور (حاج احمد پرور) |
| احمد پورمخبر     | محمود پرور                    |
| محمد افشار       | جمشید شجاعی                   |
| بهرام علیان      | مهندس بهروز                   |
| سیدجلال طباطبایی | جلال                          |
| سیدرضا حسینی     | هوشنگ                         |
| فریده فرامرزی    | مریم                          |
| پروین میکده      | مادر بهنام                    |
| صفر کشکولی       | بهنام                         |
| حلیمه سعیدی      | حلیمه خانم                    |
| شهین تسلیمی      | پزشک فیزیوتراپ                |
| حسین زمانی       | پزشک درمانگاه                 |
| اصغر نیکورز      | آقا ماشاالله (دایی حکم)       |
| عباس جمشیدی‌فر    | سعید                          |
| ابراهیم شجاعی    | آقای توجه                     |
| علیرضا مسعودی    | تریاک فروش                    |
| فرشاد ارج        | مسئول مرکز ترک اعتیاد         |

## جنجال‌ها و بازخورد
این سریال که در زمان پخش، به دلیل شوخی با برخی مسائل حواشی زیادی به دنبال داشت اما با اقبال مخاطبان روبه‌رو شد. در ۲۷ شهریور ۱۳۸۷ نامه‌ای از سوی شورای نظارت بر سازمان صدا و سیمای جمهوری اسلامی ایران به مدیریت این سازمان فرستاده شد که در آن، دستور توقف پخش این مجموعهٔ تلویزیونی بود. دلیل این دستور هم در همین نامه، انتقادات شدید مردم و هنجارشکنی‌های بزنگاه اعلام شد. هرچند روابط عمومی شبکهٔ ۳ ساعاتی بعد در اطلاعیه‌ای اعلام کرد که پخش این مجموعه متوقف نمی‌شود و ادامه خواهد داشت. در بازپخش‌های بعدی این سریال در شبکه‌های دیگر صداوسیما مانند شبکه آی فیلم؛ بسیاری از سکانس‌هایی که پیش از این در پخش اول که به تاریخ سال ۱۳۸۷ از شبکه سه پخش شده بودند با سانسور مواجه شدند. بزنگاه در زمان پخش خود از سوی برخی از افراد با نفوذ نقد منفی دریافت کرد، از همین رو نیز بسیاری معتقدند به همین دلیل رضا عطاران پرونده سریال سازی در تلویزیون را برای همیشه بست.پخش این سریال پایان یک دوران را در تلویزیون ایران رقم زد. بزنگاه به‌نوعی حکم خداحافظی نابه‌هنگام رضا عطاران با قاب تلویزیون را داشت.

## جوایز و نامزدها
| ۱۳۸۸ | یازدهمین دوره جشن حافظ |                                 |              |          |
| ۱۳۸۸ | یازدهمین دوره جشن حافظ | بهترین بازیگر زن کمدی تلویزیونی | مرجانه گلچین | نامزدشده |

- نشریه معتبر دنیای تصویر نقش نادر پرور (با بازی رضا عطاران) را جزو ۱۰۰ نقش ماندگار تاریخ سینما و تلویزیون ایران انتخاب کرد.[۵]